# Medasina maxima
Medasina maxima là một loài bướm đêm trong họ Geometridae.